# Vriesea lubbersii
Vriesea lubbersii là một loài thuộc chi Vriesea. Đây là loài đặc hữu của Brasil.

## Giống
- Vriesea 'Africain'
- Vriesea 'Firecracker'
- Vriesea 'Plain Lubberly'